# Кенсак, Поль
Поль Кенсак (фр. Paul Quinsac; 2 марта 1858, Бордо — май 1929, Бордо) — французский художник-академист.

## Биография

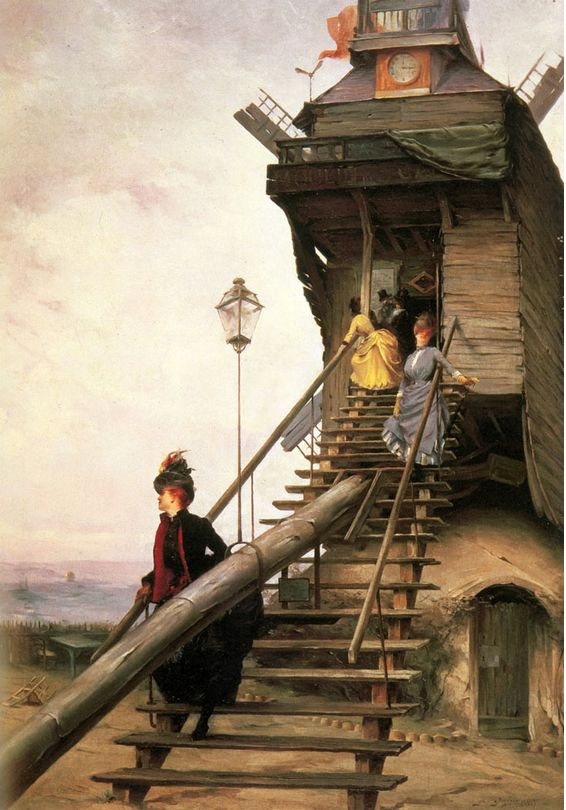
Мулен де ла Галетт (1887)

Родился в 1858 году в Бордо. В возрасте 20 лет (1878) уехал в Париж, где поступил в мастерскую Анри Герца, мастера по изготовлению фортепиано. Однако такая работа вскоре наскучила юноше. Проявив талант к живописи, он поступил в Высшую школу изящных искусств, где был учеником Жана Леона Жерома.
Регулярно выставлялся на ежегодном Салоне французских художников, с момента его создания в 1880 году. В 1884 и 1887 году работы Кенсака удостоились почётных упоминаний жюри Салона, а в 1889 году одна из его картин была отмечена премией Салона третьей степени. Он также был награждён бронзовой медалью на Всемирной выставке 1889 года, а на Всемирной выставке 1900 года его работы удостоились почётного упоминания.
В 1901 году Кенсак уехал из Парижа обратно в Бордо, где занял должность профессора живописи и рисунка в местной Школе изящных искусств. В 1906 году организовал в родном городе крупную выставку художников-академистов. В 1908 году стал кавалером ордена Почётного легиона. В 1925 году — членом Академии наук, изящной словесности и искусств Бордо.
Кенсак был ярким представителем позднего академизма, создавшим большое количество портретов, жанровых, религиозных и мифологических сцен. Помимо станковой живописи, занимался также декоративной, создав росписи для многих общественных зданий в своём родном городе. Так, для зала библиотеки Анри Борда он в 1894 году создал плафон «Апофеоз Гутенберга», который в дальнейшем был перемещён на потолок курительной комнаты Городского театра. Его работами было также украшено здание префектуры. Кроме того, работал как художник-иллюстратор и в 1886—1890 годах публиковал свои рисунки в журнале «Courrier français». Создавал многочисленные рекламные плакаты.
Скончался Кенсак в 1929 году в Бордо.

## Галерея

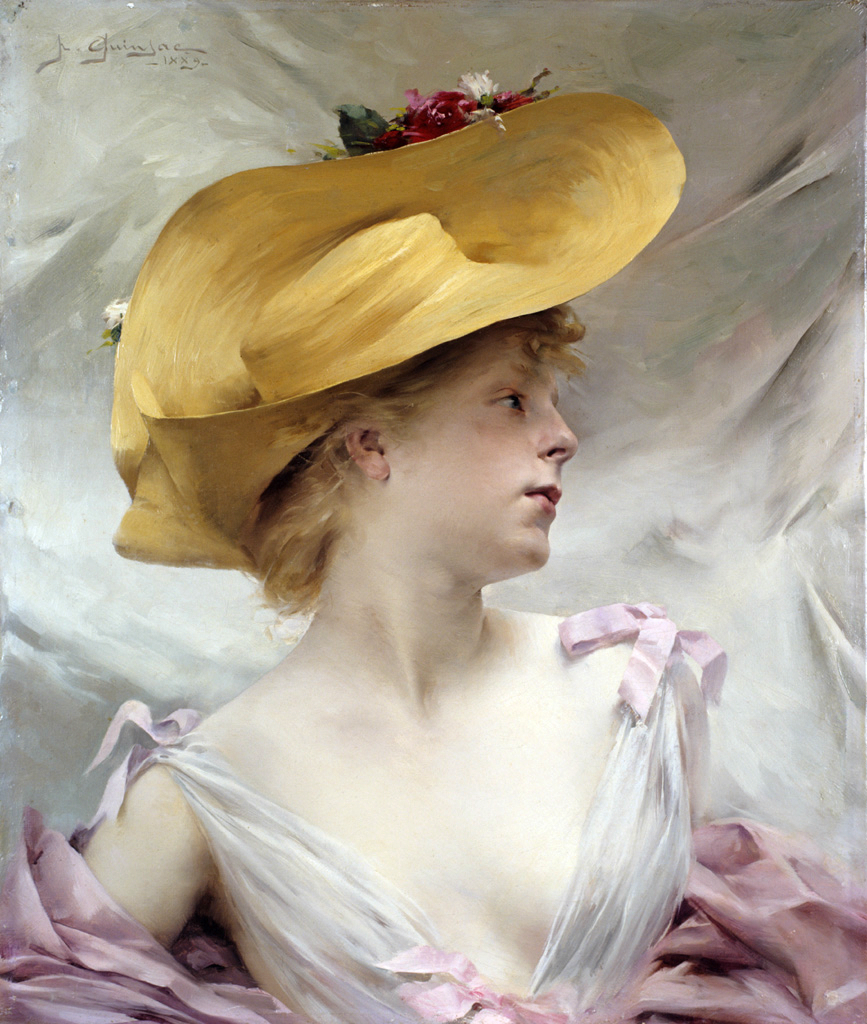
Девушка в соломенной шляпе, 1899
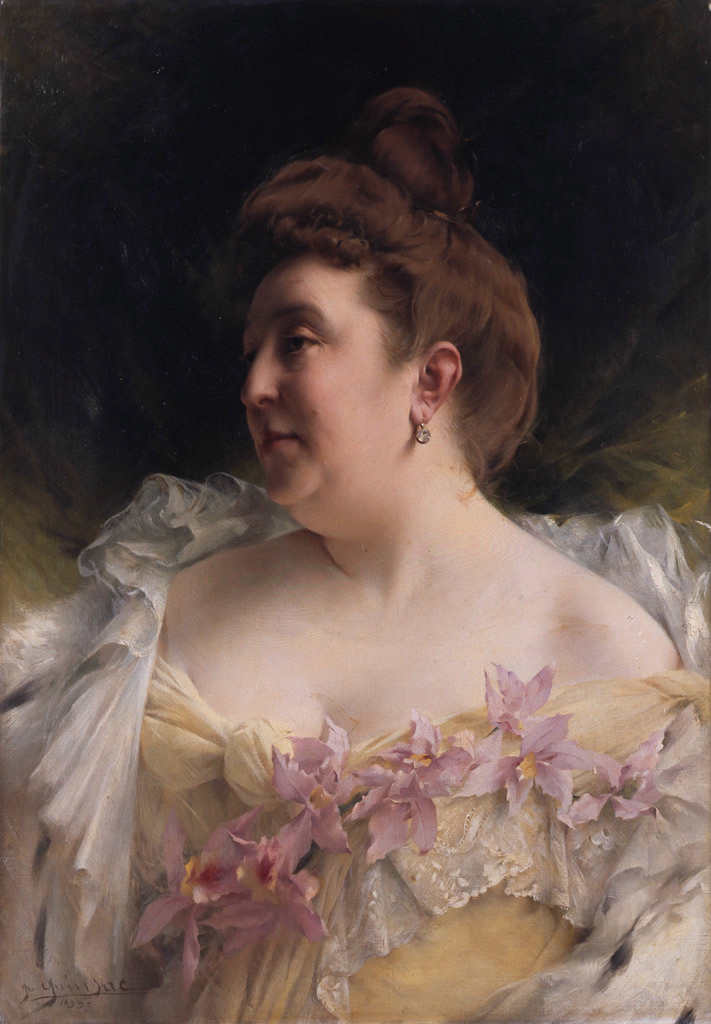
Мадам Риго, 1899
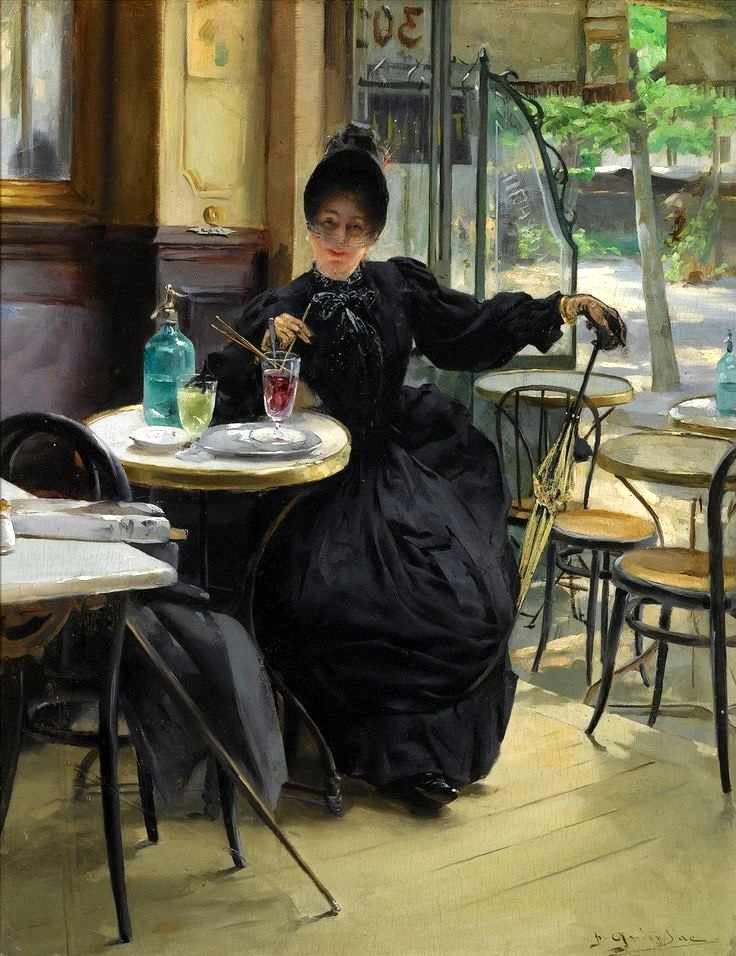
В парижском кафе
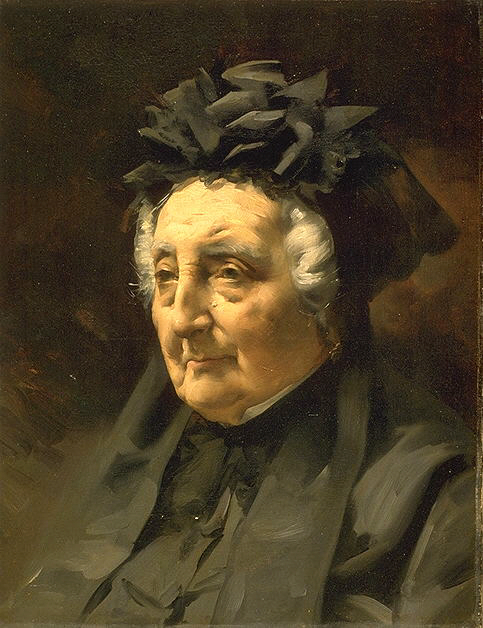
Мадам Гардер
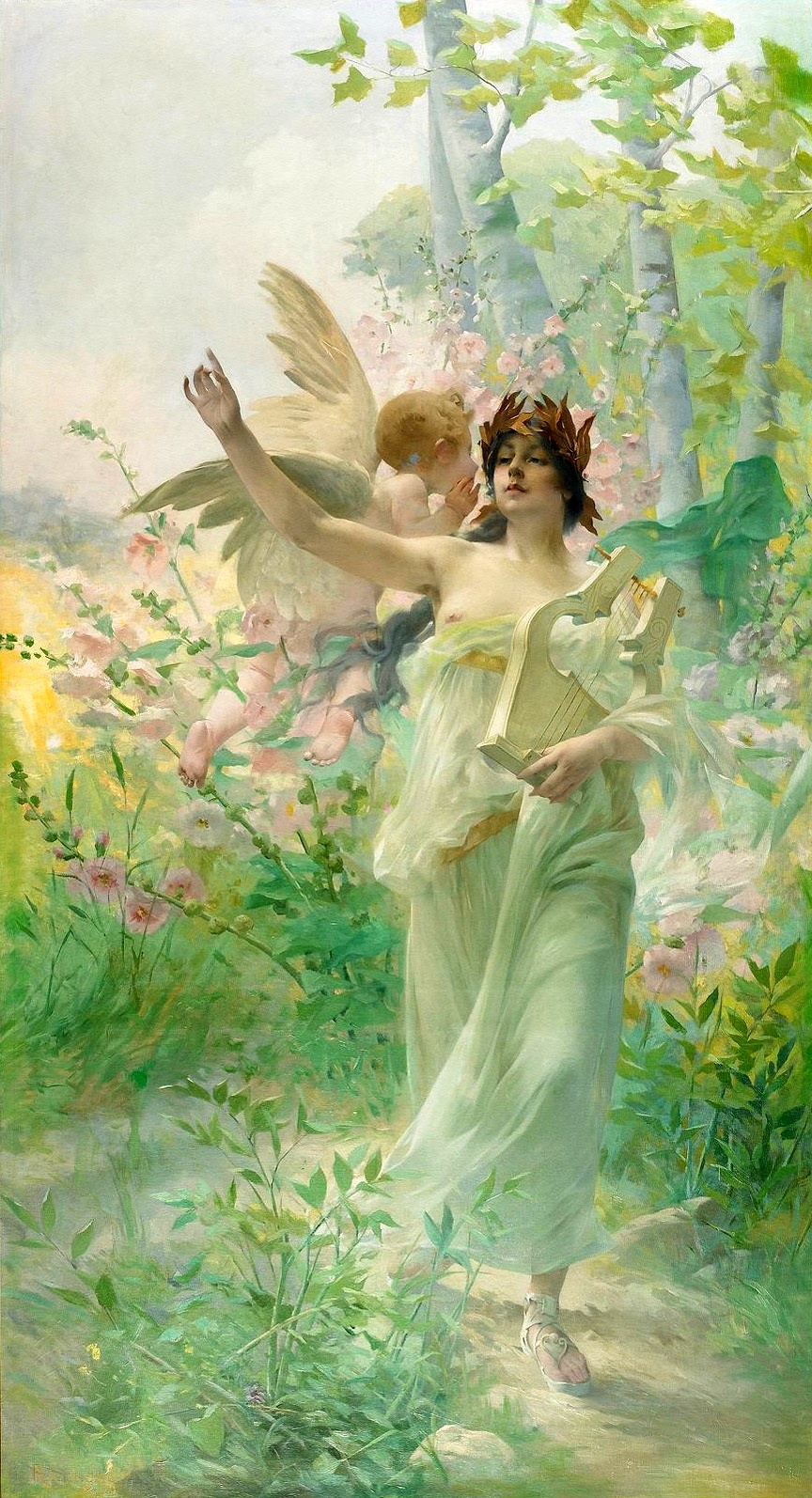
Музыка
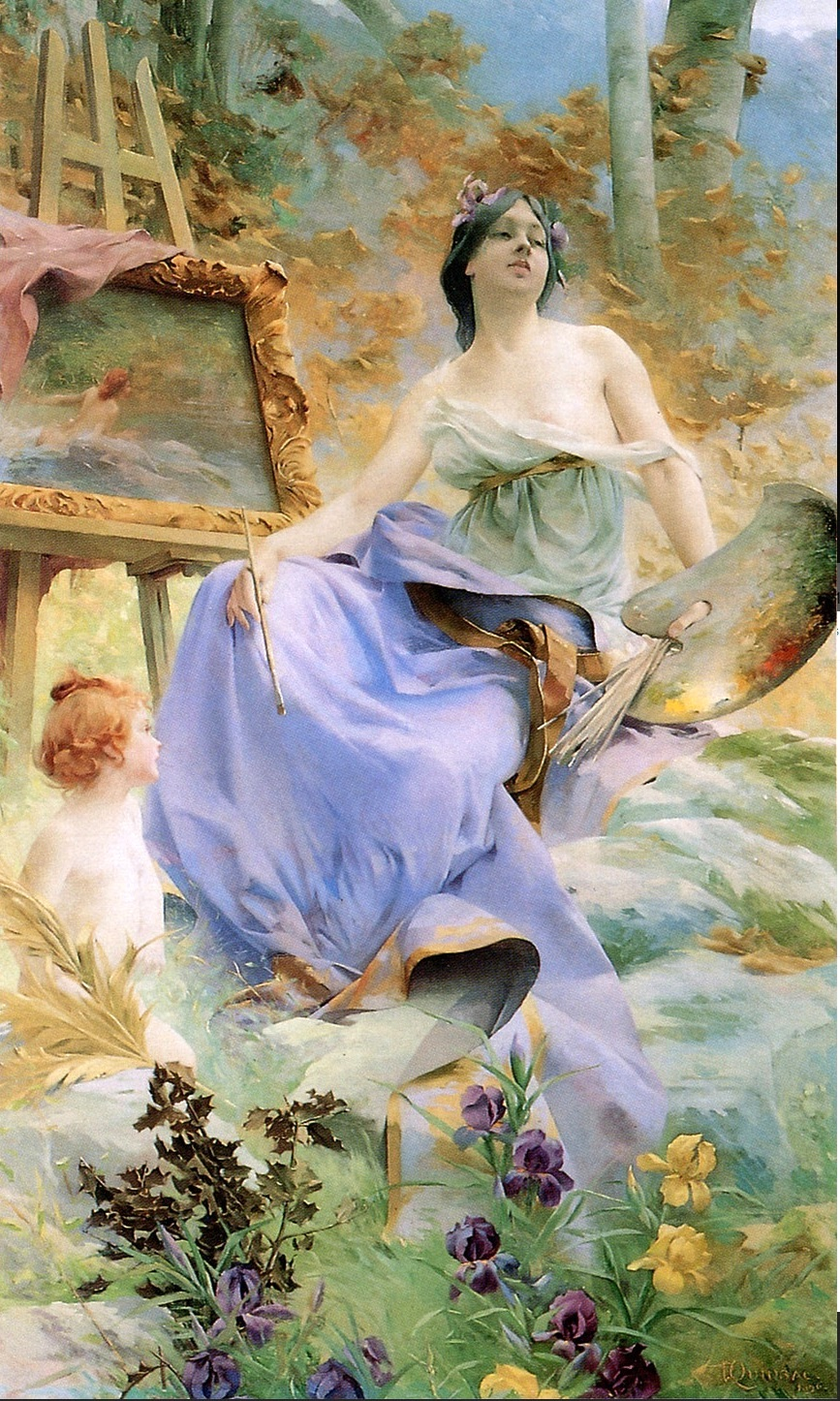
Живопись (1889)
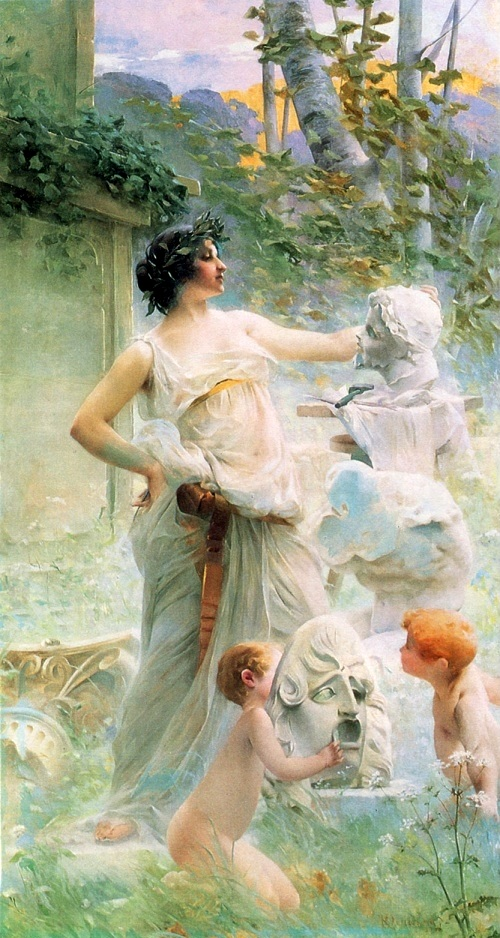
Скульптура (1889)
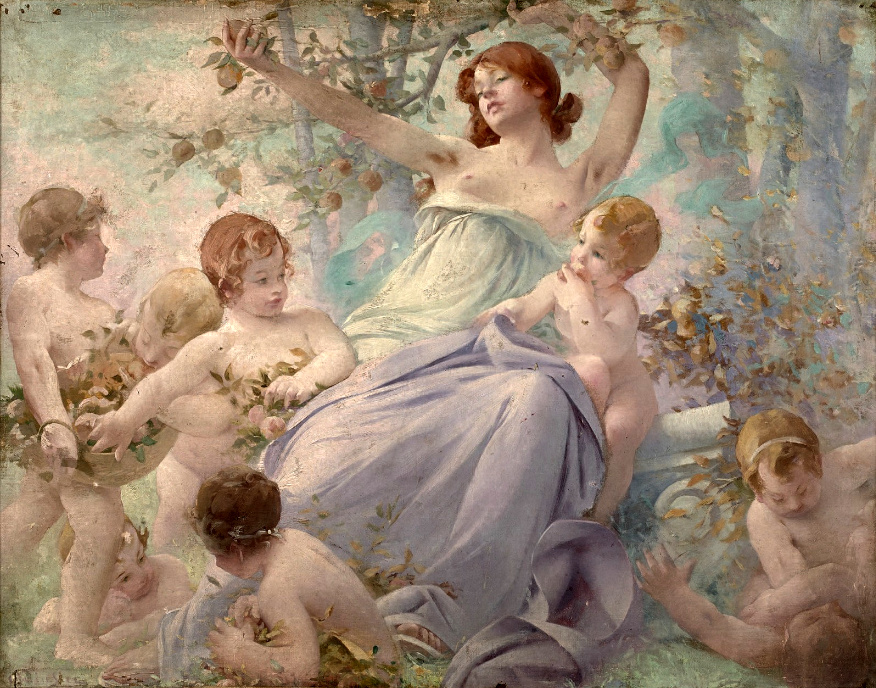
Лето
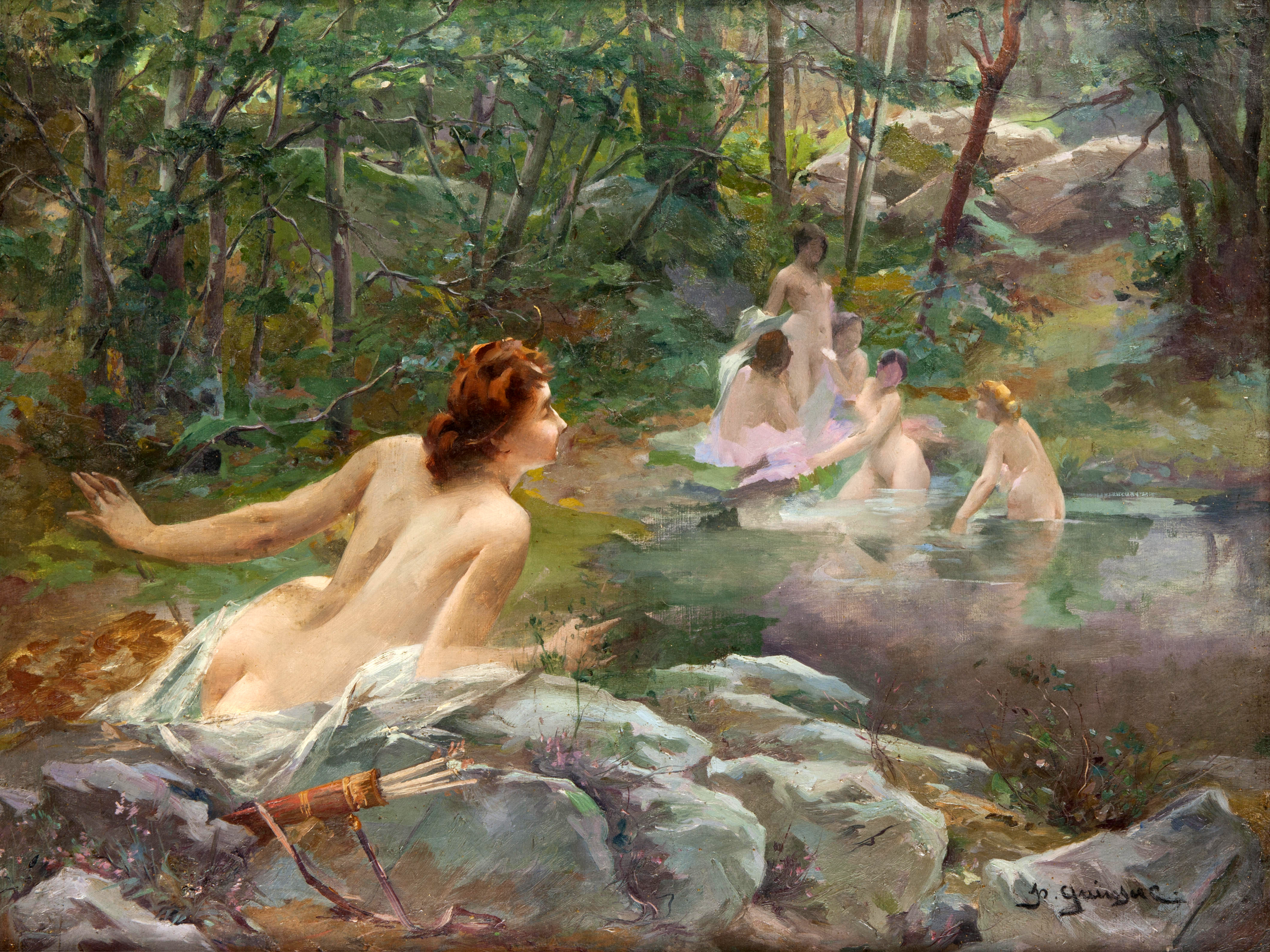
Нимфы в лесу
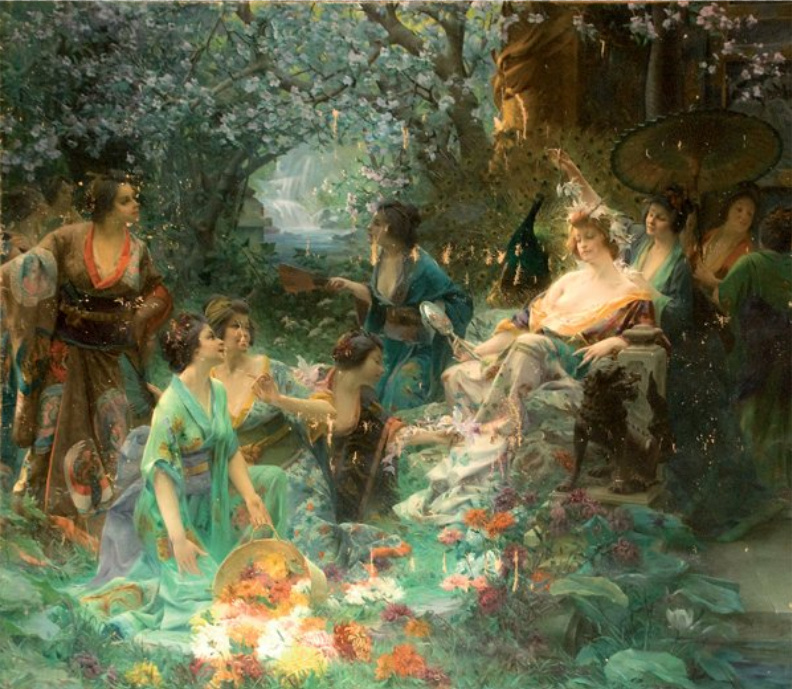
Японский сад (1895)
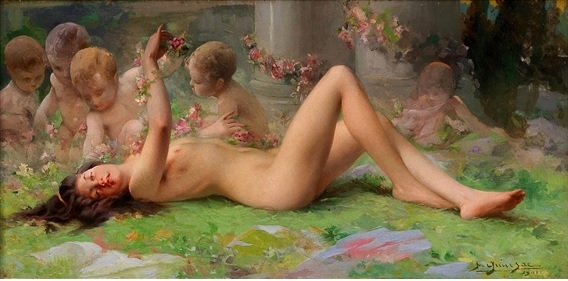
Обнажённая с путти (1901)
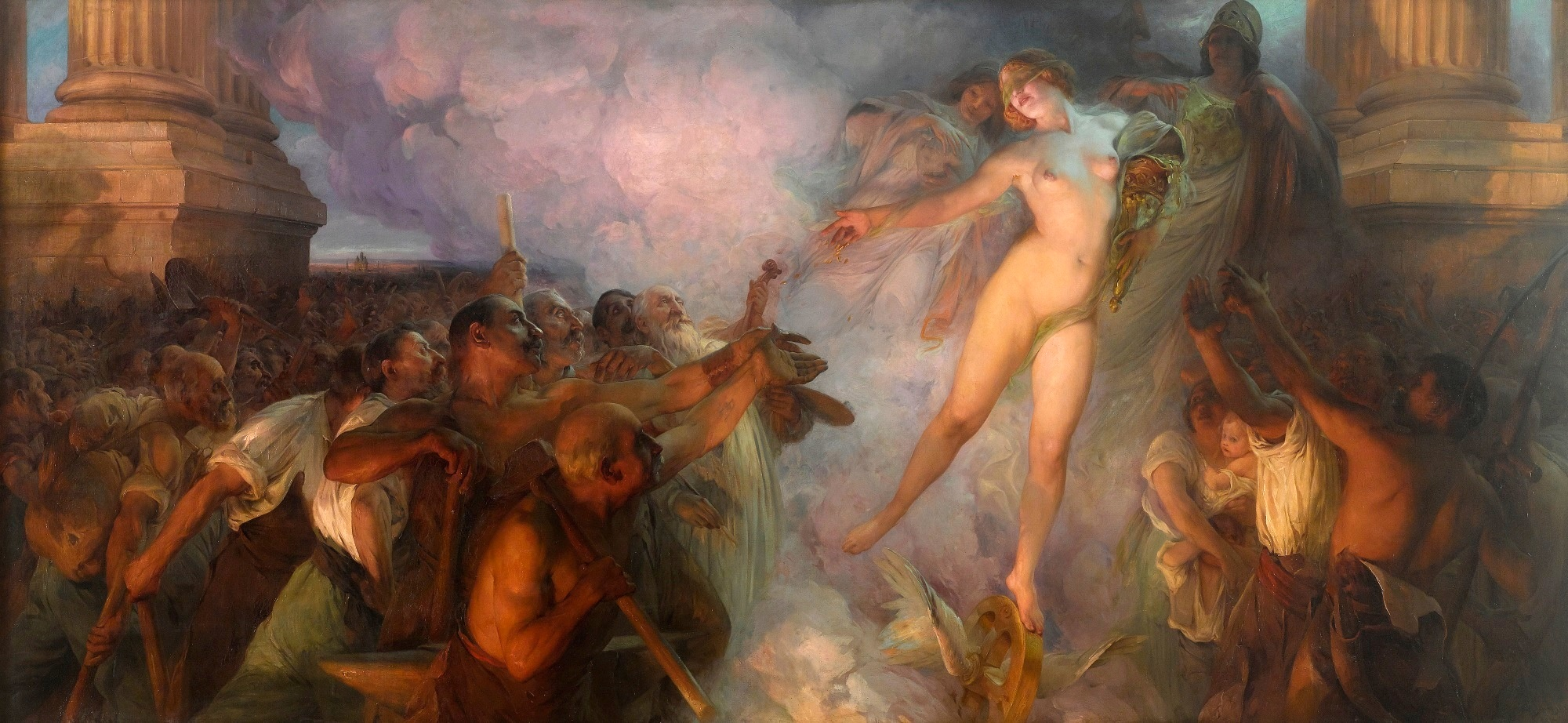
Удача проходит…
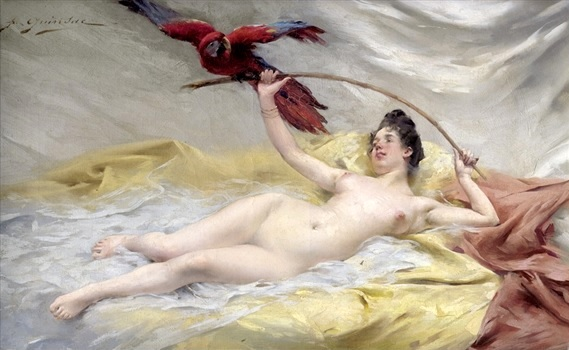
Обнажённая с попугаем
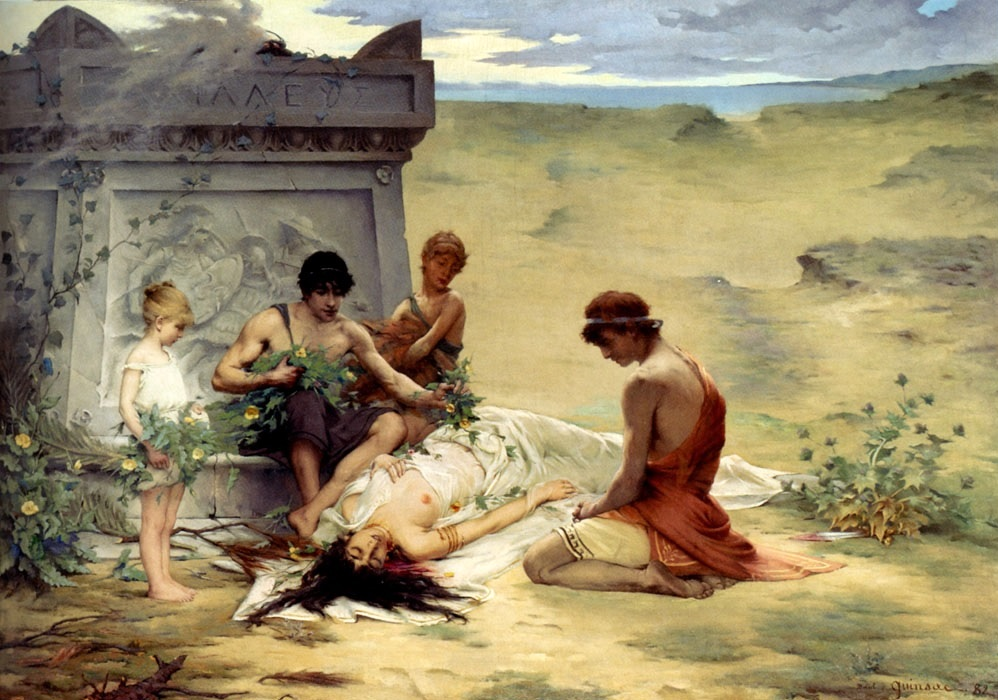
Смерть Поликсены (1881)
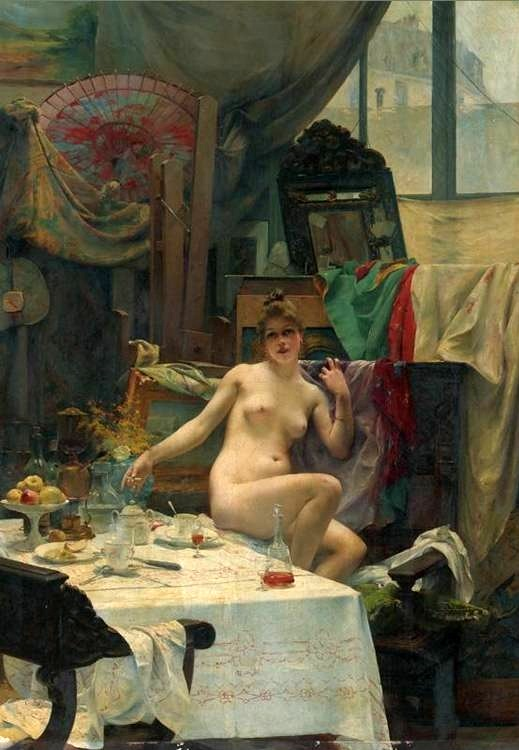
В мастерской художника (1891)
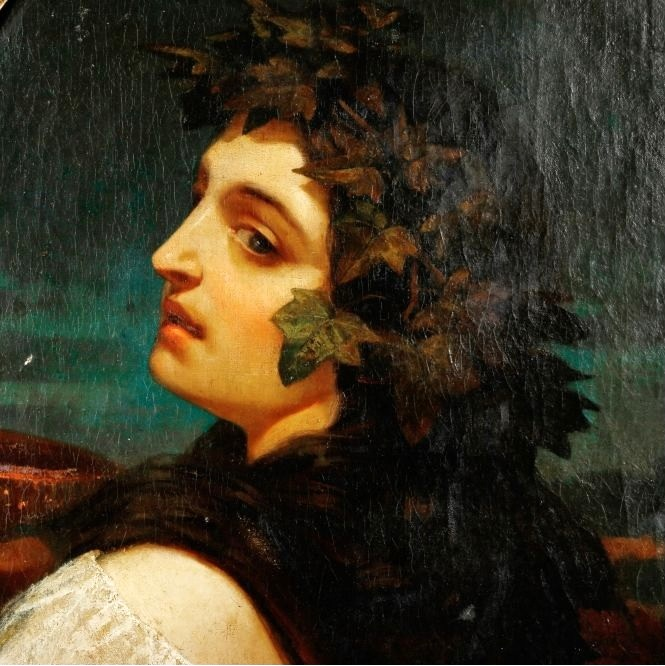
Аллегория Осени (ок. 1890)